# Merchant Taylors' School
La Merchant Taylors' School est une école privée pour garçons fondée en 1561 à Londres.
Depuis 1933, elle est située à Sandy Lodge, un site de 115 ha près de Northwood dans le district de Three Rivers au Hertfordshire.

## Histoire
Elle a été fondée en 1561 par Thomas White, Richard Hilles, Emanuel Lucar et Stephen Hales. Une des neuf écoles publiques anglaises étudiées par la Clarendon Commission (en), créée en 1861, elle soutient avec succès qu'elle doit être omise de la Public Schools Act 1868 (en), tout comme l'école St Paul de Londres, l'autre externat étudié par la Commission Clarendon.
L'école accueille 1 100 élèves de 3 à 18 ans. Elle est depuis sa fusion en 2015 avec la Northwood Prep School, une école polyvalente.